# Horodîleț, Turiisk
Horodîleț (în ucraineană Городилець) este un sat în comuna Rujîn din raionul Turiisk, regiunea Volînia, Ucraina.

## Demografie
Componența lingvistică a localității Horodîleț
     Ucraineană (98,7%)
     Rusă (1,3%)
Conform recensământului din 2001, majoritatea populației localității Horodîleț era vorbitoare de ucraineană (98,7%), existând în minoritate și vorbitori de rusă (1,3%).